# Zach Galifianakis

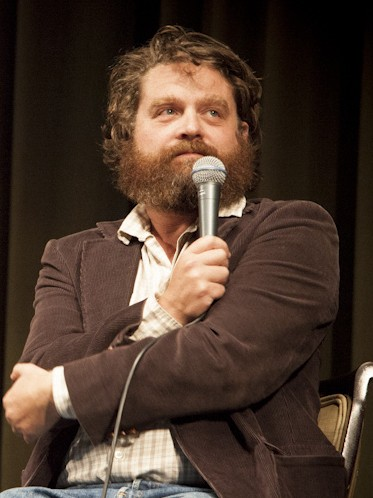
Zach Galifianakis (2012)

Zach Galifianakis (* 1. Oktober 1969 in Wilkesboro, North Carolina als Zachary Knight Galifianakis) ist ein US-amerikanischer Komiker und Filmschauspieler. Bekannt ist er für seinen unkonventionellen Stand-up-Stil. Einem internationalen Publikum wurde er vor allem durch die Golden-Globe-prämierte Komödie Hangover bekannt.

## Leben und Karriere
Galifianakis wuchs in Wilkesboro, einer Kleinstadt in North Carolina, als Sohn eines Griechen und einer Amerikanerin auf. Er besuchte die Wilkes Central High School und später die North Carolina State University. Er ist Mitglied der griechisch-orthodoxen Kirche.
Seine Karriere als Schauspieler und Comedian begann Mitte der 1990er, in denen Galifianakis unter anderem in der Sitcom Boston Common mitwirkte. Nach diversen Film-Auftritten und Shows auf Comedy Central moderiert er seit 2008 die Fake-Interview-Reihe Between Two Ferns with Zach Galifianakis (übersetzt: Zwischen zwei Farnen mit Zach Galifianakis), in der er satirische Interviews mit Prominenten aus Film und Fernsehen (unter anderem Barack Obama  und Charlize Theron) führt. Ein Jahr später übernahm er mit Bradley Cooper und Ed Helms die Hauptrolle in der erfolgreichen Komödie Hangover, die ihm zum internationalen Durchbruch verhalf.
Galifianakis ist seit Anbeginn Stammmitglied der Comedy-Video-Website Funny Or Die, die von Will Ferrell und Adam McKay im Jahr 2007 gegründet wurde und u. a. Comedy-Produktionen mit Nachwuchstalenten realisiert.
Seit August 2012 ist er mit Quinn Lundberg verheiratet. Sie ist Mitbegründerin und Vizepräsidentin der Wohltätigkeitsorganisation Growing Voices. Mit ihr hat er zwei gemeinsame Söhne, die 2013 und 2016 geboren wurden.
Für Aufsehen sorgte Zach Galifianakis während einer Diskussionsrunde bei Real Time with Bill Maher über die Freigabe von Marihuana in Kalifornien (Proposition 19). Dort zog er plötzlich einen Joint aus seiner Jackentasche und rauchte ihn während der Live-Sendung. Bill Maher bestritt später, dass der „Joint“ tatsächlich Marihuana enthielt.

## Filmografie (Auswahl)
- 2001: Heartbreakers – Achtung: Scharfe Kurven! (Heartbreakers)
- 2001: Bubble Boy
- 2001: Mister Undercover (Corky Romano)
- 2001: Eiskalt (Out Cold)
- 2002: Below
- 2003–2005: Tru Calling – Schicksal reloaded! (Fernsehserie)
- 2006 The Pity Card (Kurzfilm)
- 2007: The Sarah Silverman Program. (Fernsehserie, Gastauftritt)
- 2007: Into the Wild
- 2008: Love Vegas (What Happens in Vegas)
- 2008: Visioneers
- 2008: Gigantic
- 2009: Frenemy
- 2009: Hangover (The Hangover)
- 2009: G-Force – Agenten mit Biss
- 2009: Up in the Air
- 2009–2011: Bored to Death (Fernsehserie)
- 2010: Youth in Revolt
- 2010: Dinner für Spinner (Dinner for Schmucks)
- 2010: It’s Kind of a Funny Story
- 2010: Operation: Endgame
- 2010: Stichtag (Due Date)
- 2011: Hangover 2 (The Hangover: Part II)
- 2011: Der gestiefelte Kater (Puss in Boots)
- 2011: Die Muppets (The Muppets)
- 2012: Die Qual der Wahl (The Campaign)
- 2013: Hangover 3 (The Hangover: Part III)
- 2014: Muppets Most Wanted
- 2014: Birdman oder (Die unverhoffte Macht der Ahnungslosigkeit) (Birdman or (The Unexpected Virtue of Ignorance))
- 2016: Masterminds
- 2016: Die Jones – Spione von nebenan (Keeping Up with the Joneses)
- 2016–2019: Baskets (Fernsehserie)
- 2017: The LEGO Batman Movie (Stimme im Original)
- 2017: Tulpenfieber (Tulip Fever)
- 2018: Das Zeiträtsel (A Wrinkle in Time)
- 2019: Mister Link – Ein fellig verrücktes Abenteuer (Missing Link)
- 2019: Zwischen zwei Farnen: Der Film (Between Two Ferns: The Movie)
- 2021: Ron läuft schief (Ron’s Gone Wrong, Stimme)
- 2024: Winner
- 2024: Thelma, das Einhorn (Thelma the Unicorn, Stimme)
- 2024: Only Murders in the Building (Fernsehserie)
- 2025: Lilo & Stitch (Stimme)

## Trivia
- Galifianakis’ Onkel Nick Galifianakis war in den 1960er-Jahren ein Kongressabgeordneter der Demokraten.
- Sein Bruder Nicholas Galifianakis ist Cartoon-Zeichner für die Tageszeitung Washington Post.

## Auszeichnungen (Auswahl)
- 2009: Teen Choice Award in der Kategorie „Choice Movie Rockstar Moment“ für seine Rolle in Hangover (Nominierung)
- 2010: MTV Movie Award in der Kategorie „Beste Comedy–Darstellung“ für seine Rolle in Hangover
- 2010: MTV Movie Award in der Kategorie „Bester Newcomer“ für seine Rolle in Hangover (Nominierung)
- 2010: Streamy Award in der Kategorie „Best Male Actor in a Comedy Web Series“ für Between Two Ferns with Zach Galifianakis
- 2011: MTV Movie Award in der Kategorie „Beste Comedy–Darstellung“ für seine Rolle in Stichtag (Nominierung)
- 2011: Primetime Emmy in der Kategorie „Gastdarsteller in einer Comedyserie“ für Saturday Night Live (Episode Zach Galifianakis/ Jessie J – Nominierung)
- 2011: Teen Choice Award in der Kategorie „Choice Movie Actor: Comedy“ für seine Rolle in Hangover 2 (Nominierung)
- 2011: Teen Choice Award in der Kategorie „Choice Movie Chemistry“ für seine Rolle in Hangover 2 (Nominierung)
- 2012: Annie Award in der Kategorie „Voice Acting in a Feature Production“ für seine Rolle in Der gestiefelte Kater (Nominierung)
- 2012: MTV Movie Award in der Kategorie „Beste Comedy–Darstellung“ für seine Rolle in Hangover 2 (Nominierung)
- 2013: MTV Movie Award in der Kategorie „Bestes Filmpaar“ für seine Rolle in Die Qual der Wahl (gemeinsam mit Will Ferrell – Nominierung)
- 2013: People’s Choice Award in der Kategorie „Favorite Comedic Movie Actor“ (Nominierung)
- 2013: Primetime Emmy in der Kategorie „Outstanding Special Class – Short–Format Live–Action Entertainment Programs“ für Between Two Ferns with Zach Galifianakis (Nominierung)
- 2014: Jupiter Award in der Kategorie „Bester Darsteller international“ für seine Rolle in Hangover 3 (Nominierung)
- 2014: People’s Choice Award in der Kategorie „Favorite Comedic Movie Actor“ (Nominierung)
- 2014: Primetime Emmy in der Kategorie „Outstanding Short–Format Live–Action Entertainment Program“ für Between Two Ferns with Zach Galifianakis (Episode President Barack Obama)
- 2014: Streamy Award in der Kategorie „Best Collaboration“ für Between Two Ferns with Zach Galifianakis (gemeinsam mit Barack Obama)
- 2015: Primetime Emmy in der Kategorie „Outstanding Short–Format Live–Action Entertainment Program“ für Between Two Ferns with Zach Galifianakis (Episode Brad Pitt)
- 2015: Screen Actors Guild Award in der Kategorie „Bestes Schauspielensemble“ für Birdman oder (Die unverhoffte Macht der Ahnungslosigkeit)